# Onyx Collective
Onyx Collective es una marca de contenidos propiedad de Disney Entertainment y gestionada por ella, que consiste principalmente en proyectos de creadores de color y otros grupos infrarrepresentados. La marca se lanzó por primera vez el 17 de mayo de 2021, con varios proyectos en desarrollo para Hulu y Disney+.
Onyx Collective está dirigida en la actualidad por Tara Duncan, que anteriormente también fue presidenta del canal hermano Freeform antes de centrarse exclusivamente en Onyx.

## Historia
En abril de 2021, Dana Walden mencionó por primera vez la existencia de una nueva iniciativa de programación centrada en la población BIPOC en Disney General Entertainment Content y Hulu. Tras el lanzamiento oficial de la marca el 17 de mayo de 2021, Onyx anunció una serie de próximos proyectos producidos por notables creadores negros como Questlove, Oprah Winfrey y Prentice Penny. Su primera adquisición de contenidos, Summer of Soul, recibió un estreno limitado en cines en colaboración con Searchlight Pictures el 25 de junio de 2021, con gran éxito de crítica, antes de estrenarse en Hulu el fin de semana siguiente.
En septiembre de 2021, Onyx Collective y Hulu dieron luz verde a la serie de drama legal Reasonable Doubt, la primera serie guionizada de la marca.

## Distribución internacional
Como Hulu sólo está disponible en Estados Unidos, la disponibilidad internacional de los contenidos de Onyx Collective varía según la región. Debido a acuerdos anteriores al lanzamiento de Star, el centro de contenido de entretenimiento general de Disney+ que distribuye la programación original de Hulu fuera de los Estados Unidos, varios programas de Onyx Collective pueden ser transmitidos por cadenas terceras similar como es el caso de FX on Hulu.
En partes de Europa y América Latina, la programación de Onyx Collective se distribuye a través del hub Star en Disney+; y en India y partes del Sudeste Asiático, estos programas se distribuyen por Disney+ Hotstar.